# سفارت ژاپن در تهران
سفارت ژاپن در تهران سفارت رسمی ژاپن در کشور ایران (به ژاپنی: 在イラン日本国大使館) است. این سفارت‌خانه در خیابان مقدس اردبیلی در محلهٔ زعفرانیه تهران قرار دارد.
مدرسه ژاپنی‌ها در تهران زیر نظر سفارت ژاپن در تهران فعالیت می‌کند. 

## اطلاعات بیشتر
وبگاه رسمی سفارت ژاپن در جمهوری اسلامی ایران
شماره تلفن: ۲۲۶۶۰۷۱۰-۲۱-۹۸+